# Статуя Діви Скал (Леонардо да Вінчі)
«Палестринська П'єта» (італ. Statua della Vergine delle rocce) — від Леонардо да Вінчі зображує Vergine delle Rocce разом з ангелом всередині печери Лаорка, яка звернена до Лекко. Подія припускається відбулася близько 25 квітня 1483 року, коли йому було доручено міланською Confraternita Immacolata Concezione намалювати твір «La Vergine delle Rocce», який зараз зберігається у музеї Лувр, хоча художник ніколи не завершив свою роботу. Скульптура, яка повністю вирізана з каменю з печери, тепер майже нерозпізнавана через ерозію протягом 500 років.
Перше і найбільш впливове дослідження печери Лаорка було проведено вченим Riccardo Mariani.
Усередині печери Лаорка, де Леонардо розмістив Діву і Ангела на картині «La Vergine delle Rocce», видно дві силуети, на жаль, сильно знищені погодою і часом. Однак ці силуети все ще можна розпізнати, особливо в сутінках. Це, ймовірно, дві скульптури, хоча їх ідентифікація ускладнена через ерозію вапняка. Тільки в слабкому світлі можливо підтвердити їхню ідентичність повністю.
Коли сонце заходить і світло стає необхідним, скульптура, яка відповідає Діві на картині «La Vergine delle Rocce», розкриває свою ідентичність. Порівняння з іншими обличчями, намальованими або намальованими Леонардо, негайно нагадують зачіску Леди, персонажа в грецькій міфології. Обличчя — найбільш розпізнавальна частина скульптури, і дивно, що воно чітко видно тільки вночі. Навіть зображення Венери, коли воно підтверджується, є чітко розпізнаваним.
Печера Лаорка відвідувалася з кельтийських часів і має трон, місце для родючості, яке ідеально спрямоване на схід сонця на літнє сонцестояння 21 червня. Ці елементи можуть бути свідченням вираження та представлення літнього та зимового сонцестоянь. Зображення Ісус Христос, яке відображає поклоніння сонцю від Sol Invictus, і зображення Іван Хреститель, якому присвячена печера, є тлумаченнями літнього та зимового сонцестоянь.